# Althen-des-Paluds
Althen-des-Paluds je francouzské město v departementu Vaucluse, v regionu Provence-Alpes-Côte d'Azur, jedenáct kilometrů od Avignonu. Obec je pojmenována po agronomovi arménského původu Jeanu Althenovi.

## Geografie
Sousední obce: Bédarrides, Monteux, Velleron a Etraigues-sur-la-Sorgue.
Obcí protéká řeka Sorgue.

## Historie
Obec vznikla 5. června 1845 ze samoty Les Paluds náležející k obci Monteux.

## Znak
Červená barva pozadí a květy po stranách vidlí zobrazují mořenu cizí, o jejíž pěstování se zasloužil Jean Althen a která byla na území obce produkována od 19. století pro průmyslové účely. Voda ve spodní části znaku je Sorgue.

## Vývoj počtu obyvatel
Počet obyvatel

## Slavní obyvatelé města
- André de Richaud (1907 – 1968), spisovatel a dramatik

## Vzdělávání
V obci je mateřská a základní škola. Středoškolské vzdělávání je dostupné v okolních městech.

## Partnerská města
- Karlštejn, Česko
- Monte Carlo, Monako
- Mylau, Německo